# Yun Yat
Yun Yat (tiếng Khmer: យុន យ៉ាត; 1934 – ngày 15 tháng 6 năm 1997), còn được gọi với bí danh Đồng chí At (tiếng Khmer: សមមិត្តនារីអាត), là chính trị gia và vợ của Son Sen, Bộ trưởng Bộ Quốc phòng Campuchia Dân chủ. Ngày 9 tháng 10 năm 1975, Ban Thường vụ Đảng Cộng sản Campuchia giao bà phụ trách công tác thông tin, giáo dục trong và ngoài nước. Năm 1977, bà được bổ nhiệm làm Bộ trưởng Bộ Thông tin sau khi Hu Nim bị bắt giam và hành quyết.
Ngày 10 tháng 6 năm 1997, Khieu Samphan (nguyên Chủ tịch Đoàn Chủ tịch Nhà nước) tuyên bố rằng họ đã bắt giữ Yun Yat và Son Sen vì bị tình nghi là gián điệp của Hun Sen và Việt Nam, rồi kết tội phản quốc. Yun Yat, Son Sen và 8 người thân của họ đều bị nhà nước Khmer Đỏ hành quyết vào ngày 15 tháng 6 năm 1997.